# Гориця-Светоянська
Гориця-Светоянська (хорв. Gorica Svetojanska) — населений пункт у Хорватії, у Загребській жупанії у складі міста Ястребарсько.

## Населення
Населення за даними перепису 2011 року становило 116 осіб.
Динаміка чисельності населення поселення:

## Клімат
Середня річна температура становить 10,42 °C, середня максимальна – 24,58 °C, а середня мінімальна – -6,26 °C. Середня річна кількість опадів – 1034 мм.
| Клімат поселення                              | Клімат поселення | Клімат поселення | Клімат поселення | Клімат поселення | Клімат поселення | Клімат поселення | Клімат поселення | Клімат поселення | Клімат поселення | Клімат поселення | Клімат поселення | Клімат поселення | Клімат поселення |
| Показник                                      | Січ.             | Лют.             | Бер.             | Квіт.            | Трав.            | Черв.            | Лип.             | Серп.            | Вер.             | Жовт.            | Лист.            | Груд.            |                  |
| Середній максимум, °C                         | 6,15             | 8,33             | 12,46            | 16,84            | 21,58            | 24,58            | 24,24            | 23,64            | 19,84            | 14,64            | 8,94             | 5,01             |                  |
| Середня температура, °C                       | −0,05            | 2,13             | 6,25             | 10,62            | 15,37            | 18,36            | 20,24            | 19,65            | 15,84            | 10,65            | 4,94             | 1,02             |                  |
| Середній мінімум, °C                          | −6,26            | −4,08            | 0,04             | 4,43             | 9,17             | 12,13            | 16,23            | 15,64            | 11,85            | 6,65             | 0,96             | −2,99            |                  |
| Норма опадів, мм                              | 55               | 56               | 70               | 78               | 85               | 111              | 99               | 100              | 101              | 100              | 102              | 77               |                  |
| Середньомісячна швидкість вітру, м/с          | 1.51             | 1.70             | 2.10             | 2.00             | 1.89             | 1.70             | 1.67             | 1.50             | 1.46             | 1.50             | 1.60             | 1.58             |                  |
| Середньомісячна сонячна радіація, кДж/м²·день | 4159             | 6865             | 10429            | 14901            | 19067            | 20793            | 21770            | 18846            | 13891            | 8662             | 4543             | 3326             |                  |
| --------------------------------------------- | ---------------- | ---------------- | ---------------- | ---------------- | ---------------- | ---------------- | ---------------- | ---------------- | ---------------- | ---------------- | ---------------- | ---------------- | ---------------- |
| Джерело:                                      |                  |                  |                  |                  |                  |                  |                  |                  |                  |                  |                  |                  |                  |